# Panafrikanische Flagge

Die Panafrikanische Flagge nach dem Entwurf der UNIA (1920)

Die panafrikanische Flagge, auch bekannt als UNIA-Flagge, Afroamerikanische Flagge oder Befreiungsflagge der Schwarzen, ist eine horizontale Trikolore, die aus drei gleich hohen Streifen in den Farben Rot, Schwarz und Grün besteht. Sie wurde im Jahr 1920 der Weltöffentlichkeit vorgestellt.

## Geschichte
Der in Jamaika geborene Marcus Garvey (1887–1940) gründete im Jahr 1916 die Universal Negro Improvement Association (UNIA), die sich von Jamaika aus über New York City auch in die Vereinigten Staaten verbreitete. Garvey und die UNIA waren Vertreter der Back-to-Africa-Bewegung, eine Form des schwarzen Nationalismus, der die freiwillige Migration der afrikanischstämmigen Bevölkerung des amerikanischen Doppelkontinents nach Afrika als beste Lösung von Rassenproblemen und Unterdrückung bewarb. Garvey gründete z. B. die Reederei Black Star Line, um Afroamerikanern mit Überfahrten aus den USA nach Afrika bei der Migration zu helfen, bis er 1927 wegen Finanzdelikten festgenommen und nach Jamaika deportiert wurde.
Im Jahr 1920 entwarf die UNIA in den USA jedoch die panafrikanische Flagge als Symbol für afroamerikanische, afrikanischstämmige und afrikanische Identität. Das Ziel des Flaggenentwurfs war es nicht zuletzt, einem in den USA um das Jahr 1920 extrem beliebten rassistischen Lied, «Every Race Has a Flag but the Coon» (etwa: „Jede Rasse hat eine Flagge, außer dem Neger“), den Wind aus den Segeln zu nehmen. Die Flagge wurde im Jahr 1920 auf einer internationalen pan-afrikanischen Konferenz vorgestellt. Der Artikel 39 der Declaration of the Rights of the Negro Peoples of the World definiert die Farben rot-schwarz-grün als die Farben der afrikanischen Rasse. In einer Veröffentlichung aus dem Jahr 1921, dem Universal Negro Catechism, erklärt die UNIA, dass Rot für das Blut der im Freiheits- und Wiedergutmachungskampf, Schwarz für die Hautfarbe der afrikanischen Rasse und Grün für die Fauna des afrikanischen Mutterlands stünde. Neben dieser offiziellen Erklärung gibt es eine alternative Erklärung, die auf Interviews von Marcus Garvey mit Journalisten wie Charles Mowbray White beruht, in denen Garvey den Farbensatz rot-schwarz-grün als äthiopisch bezeichnet. Es könnte sein, dass Garvey ursprünglich die grün-gelb-rote Flagge Äthiopiens hatte imitieren wollen, aber die Farbe des Mittelstreifens verwechselt hatte. Das Kaiserreich Äthiopien genoss im frühen 20. Jahrhundert aufgrund seines erfolgreichen Abwehrkampfes gegen den europäischen Kolonialismus (Italienisch-Äthiopischer Krieg von 1895–1896) einen hervorragenden Ruf bei afrikanischen Antikolonialisten.

Die Panafrikanische Flagge hatte einen Einfluss auf die Flagge Ghanas (1957) und half damit bei der Begründung und Popularisierung der Panafrikanischen Farben.

Marcus Garveys Schriften und Aktivismus machten ihn zu einem der Vordenker des Pan-Afrikanismus und des afrikanischen Nationalismus der nächsten Generation. Afrikanische Unabhängigkeitsführer wie Jomo Kenyatta in Kenia oder Kwame Nkrumah in Ghana orientierten sich in ihrer politischen Bildung an Autoren wie Garvey. Als Ghana im Jahr 1957 als eine der ersten europäischen Kolonien in die Unabhängigkeit entlassen wurde, wählte die Nkrumah-Regierung einen Flaggenentwurf von Theodosia Okoh, die sowohl das grün-gelb-rot Äthiopiens als auch das rot-schwarz-grün der UNIA-Flagge verwendet hatte. In Referenz auf Garveys Black Star Line der 1920er-Jahre wurde als ghanaisches Nationalsymbol ein schwarzer Stern gewählt, der heute z. B. der Ghanaischen Fußballnationalmannschaft, den Black Stars, ihren Spitznamen gibt. Außerdem wurde in Ghana in Anlehnung an Garvey eine neue Black Star Line gegründet.

Die Flagge Kenias (1960) basiert unmittelbar auf den Farben und dem Grundentwurf der UNIA-Flagge; zusätzlich ist der Massai-Schild als Nationalsymbol auf die Flagge aufgelegt.

Das Beispiel der ghanaischen Flagge von 1957 vereinte rot-gelb-grün-schwarz zu den Panafrikanischen Farben. Als ab 1960 eine große Zahl afrikanischer und afrokaribischer Staaten unabhängig wurden, bedienten sie sich in ihren Flaggenentwürfen zumeist bei diesen vier Farben. Die Kenyatta-Regierung in Kenia orientierte sich mit ihrer Nationalflagge noch direkter bei der UNIA-Flagge, als es bei Ghana der Fall gewesen war.